# مجلس السعادة العالمي
مجلس السعادة العالمي هو مركز أبحاث يضم سياسيين وباحثين مقره في الإمارات العربية المتحدة، ويهدف إلى تعزيز السعادة والرفاهية الذاتية من خلال تحديد السياسة العامة لواضعي السياسات في جميع أنحاء العالم وتوحيد السعادة كمقياس لتوجيه الحكومات.

## نظرة عامة
في عام 2017، إعلن عن تشكيل مركز الأبحاث من قبل رئيس مجلس الوزراء ونائب رئيس الإمارات العربية المتحدة، وحاكم دبي، الشيخ محمد بن راشد آل مكتوم في 20 مارس، اليوم العالمي للسعادة. في تغريدة، أعلن رئيس الوزراء الشيخ محمد بن راشد آل مكتوم عن مجالات التركيز الستة للمجلس وهي الصحة والتعليم والبيئة والسعادة الشخصية والمدن السعيدة والمعايير المجتمعية للسعادة.
يصدر المجلس تقارير سنوية عن سياسة السعادة العالمية خلال الإمارات العربية المتحدة القمة العالمية للحكومات. يجتمع مرتين سنويًا، في القمة العالمية للحكومات، وفي الجمعية العامة للأمم المتحدة . ويتلقى دعمًا إداريًا من الأمم المتحدة شبكة حلول التنمية المستدامة. جيفري ساكس من جامعة كولومبيا هو رئيس المجلس.

## الأعضاء المؤسسون للمجلس
الأعضاء المؤسسون للمجلس هم إيرينا بوكوفا، المدير العام اليونسكو، ألكسندر ستوب، رئيس وزراء فنلندا السابق، بيتر ريتشارد وجون إف هيليويل، محرري تقرير السعادة العالمية، إد داينر، أحد كبار العلماء في مؤسسة غالوب، مارتن سيليغمان، مديرة السعادة الأصيلة، عائشة بن بشر مدير عام مكتبة دبي الذكية، أحمد الشقيري، سونيا ليوبوميرسكي مؤلفة كتاب كيف السعادة، شون أكور مؤلف من ميزة السعادة، مارتين دوراند، مديرة الإحصاء وكبيرة الإحصائيين في منظمة التعاون الاقتصادي والتنمية، وجان إيمانويل دي نيفي، أستاذ الاقتصاد في جامعة أكسفورد. في عام 2018، وسعت اللجنة لتشمل داشو كارما أورا، رئيس مركز دراسات بوتان ومركز دراسات بوتان وأبحاث GNH، وليز كينغو، الرئيس التنفيذي والمدير التنفيذي لـ الميثاق العالمي للأمم المتحدة، غوس أودونيل، وزير مجلس الوزراء السابق ورئيس المملكة المتحدة الخدمة المدنية.

## المجالس الفرعية
- مجلس السعادة والصحة برئاسة البروفيسور بيتر ريتشارد من كلية لندن للاقتصاد
- مجلس السعادة والتعليم برئاسة أستاذ علم النفس مارتن سيليغمان من جامعة بنسلفانيا
- مجلس السعادة الشخصية برئاسة أستاذ علم النفس إد داينر من جامعة يوتا وجامعة فرجينيا
- مجلس العمل مكان السعادة، برئاسة أستاذ الاقتصاد جان إيمانويل دي نيف من جامعة أكسفورد
- مجلس قياس السعادة برئاسة مارتين دوراند، كبير الإحصائيين ومدير مديرية الإحصاء في منظمة التعاون الاقتصادي والتنمية
- مجلس المدن السعيدة برئاسة سعادة الدكتورة عائشة بن بشر مدير عام مكتب دبي الذكية

## برامج السعادة والسياسة العامة في دولة الإمارات
البرنامج الوطني للسعادة وجودة الحياة لدولة الإمارات العربية المتحدة هي مبادرة من الحكومة الوطنية لدولة الإمارات العربية المتحدة. وترأسها وزيرة الدولة للسعادة وجودة الحياة معالي عهود بنت خلفان الرومي، الذي أنشأ رئيس وزراء الإمارات العربية المتحدة شيخ محمد بن راشد آل مكتوم منصبه في عام 2016.
يحتوي البرنامج على ثلاثة مجالات محورية:
1) دمج السعادة في جميع جوانب السياسات والبرامج والخدمات الحكومية.
2) تعزيز أنماط الحياة السعيدة والإيجابية لموظفي الخدمة المدنية والمواطنين والمقيمين.
3) قياس وإدارة السعادة من خلال مؤشرات السعادة و الأدوات.
ويعتبر البرنامج ميثاق وطني للسعادة، حيث اعتمد الشيخ محمد بن راشد آل مكتوم مجموعة من المبادرات التي من شأنها توفير بيئة عمل تتميز بالسعادة وبالتالي تساعد في رفع سوية العمل والإنتاج، دعماً للجهود الرامية لخلق البيئة الأكثر سعادة لمجتمع دولة الإمارات العربية المتحدة. ويحدد الميثاق التزام الدولة بتحقيق السعادة وجودة الحياة للمجتمع ويهدف  لأن تصبح مركزاً عالمياً لذلك، ومن أهم المبادرات، تشكيل مجالس للسعادة وجودة الحياة لدى الجهات الاتحادية وتأسيس مكاتب لنفس الغرض، بالإضافة لتسمية رؤساء تنفيذيين للسعادة وتغيير تسمية مراكز خدمة المتعاملين إلى مراكز سعادة المتعاملين، واعتماد مؤشرات محددة لقياس سعادة المتعاملين، وكذلك اعتماد نموذج موحد للسعادة المؤسسية في مختلف الجهات الحكومية.
دليل سياسة السعادة هو أحد هذه الأدوات التي إنشئت للمساعدة في دمج السعادة في السياسة. ومن بين المسؤولين الآخرين في البرنامج الرئيس التنفيذي للسعادة والإيجابية في القطاع الخاص، الذي يعمل مع كلية وارتون للأعمال، والمكلف بالمساعدة في دمج السعادة في الجهات الحكومية، بالإضافة إلى 60 رئيسًا للسعادة والإيجابية. موظفو الإيجابية الذين يعملون في مختلف المكاتب الحكومية.
وزيرة الدولة للسعادة، معالي الشيخة عهود بنت خلفان الرومي، تعقد حوارًا من أجل السعادة العالمية، وهو حدث خاص بالمدعوين فقط وهو جزء من القمة العالمية للحكومات. أعضاء مجلس السعادة العالمي يشاركون في الحوار وتقريرهم الأول، تقرير سياسة السعادة العالمية 2018، إصدر كجزء من الحوار. المواضيع تشمل الحكم الرشيد، والمرض العقلي، والتعليم الإيجابي، والعمل والرفاهية، والرفاهية الاجتماعية، والمدن الذكية، وتجربة الحكومات الوطنية في قياس السعادة والرفاهية.
صنفت دولة الإمارات العربية المتحدة على أنها أسعد دولة في العالم العربي في عام 2017. الدافع وراء إنشاء وزارة الدولة للسعادة كانت الإمارات من بين الدول الخمس الأكثر سعادة في العالم، حسب تصنيف تقرير السعادة العالمي. تحت قيادة سعادة الدكتورة عائشة بن بشر، تهدف دبي إلى أن تصبح أسعد مدينة في العالم.

## روابط خارجية
- موقع Happy AE نسخة محفوظة 2018 -01-05 على موقع واي باك مشين.